# Рутчин Олексій Іванович
Олексій Іванович Рутчин (рос. Алексей Иванович Рутчин; 6 грудня 1911, Ісянгулово — 7 жовтня 1943, Куцеволівка) — Герой Радянського Союзу, в роки німецько-радянської війни старший шофер 109-го гвардійського окремого винищувально-протитанкового дивізіону 110-ї гвардійської стрілецької дивізії 37-ї армії Степового фронту, гвардії старшина.

## Біографія
Народився 6 грудня 1911 року в селі Ісянгулово (нині Зіанчуринського району Башкортостану) в селянській родині. Росіянин. Член ВКП (б) з 1943 року. Закінчивши 6 класів, працював на тваринницькій фермі в колгоспі імені В. В. Куйбишева Зіанчуринського району, у 1936–1941 роках — на будівництві Каттакурганського водосховища в Самаркандській області Узбецької РСР.
До Червоної Армії призваний в жовтні 1941 року Борським райвійськкоматом Куйбишевської області. На фронті у радянсько-німецьку війну з грудня 1942 року.

Плита на братській могилі

Відзначився в бою 7 жовтня 1943 року на правому березі річки Дніпра в районі села Куцеволівки Онуфріївського району Кіровоградської області України: коли в тили дивізіону прорвалася ворожа піхота, О. І. Рутчин організував кругову оборону і з бійцями підрозділу відбивав атаки гітлерівців. Залишившись один, відважний гвардієць продовжував вести вогонь до підходу підкріплення. У цьому бою він був смертельно поранений. Похований в селі Куцеволівка в братській могилі.
Указом Президії Верховної Ради СРСР від 22 лютого 1944 року за зразкове виконання бойових завдань командування і проявлені при цьому геройство і мужність гвардії старшині Рутчину Олексію Івановичу посмертно присвоєно звання Героя Радянського Союзу.

## Нагороди, пам'ять
Нагороджений орденами Леніна, Червоної Зірки, медаллю.
Ім'ям Героя названа вулиця в селі Ісянгулово Зіанчурінського району Башкирії, на будівлі школи, де він навчався, встановлено меморіальну дошку.